# Les Vivacités du capitaine Tic
Les Vivacités du capitaine Tic est une comédie en trois actes d'Eugène Labiche, représentée pour la 1re fois à Paris au Théâtre du Vaudeville le 16 mars 1861.
- Collaborateur Édouard Martin.
- Éditions Michel Lévy frères.

## Argument
Un jeune capitaine d'artillerie, Monsieur Tic, revient de voyage. Une fois arrivé chez sa tante, il s'éprend de sa cousine, qui vient d'être promise a un homme, très rigide. La pièce se déroule entre les « vivacités » du capitaine, qui le poussent à mettre sa botte aux fesses des gens qui l'agacent de trop, accumulant ainsi les ennuis.

## Quelques répliques
- « Je suis un homme... Sérieux. »
- « Le matin, je bois une tasse de lait. C'est mon meilleur repas. »

## Distribution
| Acteurs et actrices ayant créé les rôles  |                     |
| Personnage                                | Acteur ou actrice   |
| Horace Tic, capitaine de cavalerie        | Félix Cellerier     |
| Mme de Guy-Robert, tante du capitaine     | Mme Alexis          |
| Lucile, sa nièce                          | Mlle Athalie Manvoy |
| Désambois; le tuteur de Lucile            | M. Parade           |
| Célestin Magis                            | M. Munié            |
| Bernard, domestique du capitaine          | M. P. Boisselot     |
| Baptiste, domestique de Mme de Guy-Robert | M. Roger            |
| Un invité                                 | M. Joliet           |